# Carlo Buratti
Carlo Buratti, född 1651, död 1734 i Rom, var en italiensk arkitekt under senbarocken.
Buratti var elev till Carlo Fontana. I Rom fick Buratti 1722 i uppdrag att utföra olika arbeten i kyrkan Santi Luca e Martina. Bland annat fullbordade han kapellet i vänster tvärskepp, som hade påbörjats av Fontana. År 1731 påbörjade han kyrkan Bambin Gesù all'Esquilino, som fullbordades av Ferdinando Fuga. I Albano Laziale har Buratti ritat fasaden till katedralen San Pancrazio.

## Bilder
| - Santi Luca e Martina – kapellet i vänster tvärskepp. - Bambin Gesù all'Esquilino. - Katedralen i Albano Laziale – detalj av fasaden. |

### Webbkällor
- Tafuri (1972). ”BURATTI, Carlo”. Dizionario Biografico degli Italiani – Volume 15. Treccani. http://www.treccani.it/enciclopedia/carlo-buratti_%28Dizionario-Biografico%29/. Läst 6 mars 2016.